# Cornelio Schut

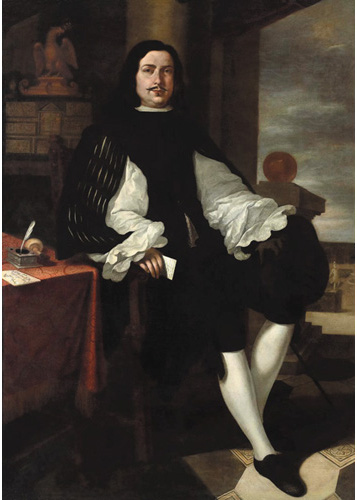
Retrato de Juan Bautista Priaroggia, comerciante italiano establecido en Cádiz, Coll & Cortés.

Cornelio Schut, nombre castellanizado de Cornelis Schut, también llamado Cornelis Schut III, el Mozo o el Joven (Amberes, 1629-Sevilla, 1685) fue un pintor barroco nacido en Flandes, donde pudo iniciar su formación artística bajo la tutela del pintor homónimo, quien posiblemente fuese tío suyo. En su estilo, sin embargo, apenas se perciben influencias de origen flamenco, tratándose de un pintor que se mueve decididamente en la órbita de Murillo, con influjos de Zurbarán y la pintura sevillana de su tiempo.

## Biografía
Hijo de un ingeniero militar flamenco establecido en Sevilla, en 1653 casó con una cuñada del escultor José de Arce, quien actuó como su fiador en la carta de examen de pintor aprobada el 8 de enero de 1654 por Sebastián de Llanos y Valdés y Francisco Terrón. Sólo un año después recibió al primero de una larga lista de aprendices que en buena parte iban a encaminarse hacia el dorado y policromado de retablos, tarea que él mismo debió de desempeñar al servicio de su cuñado.

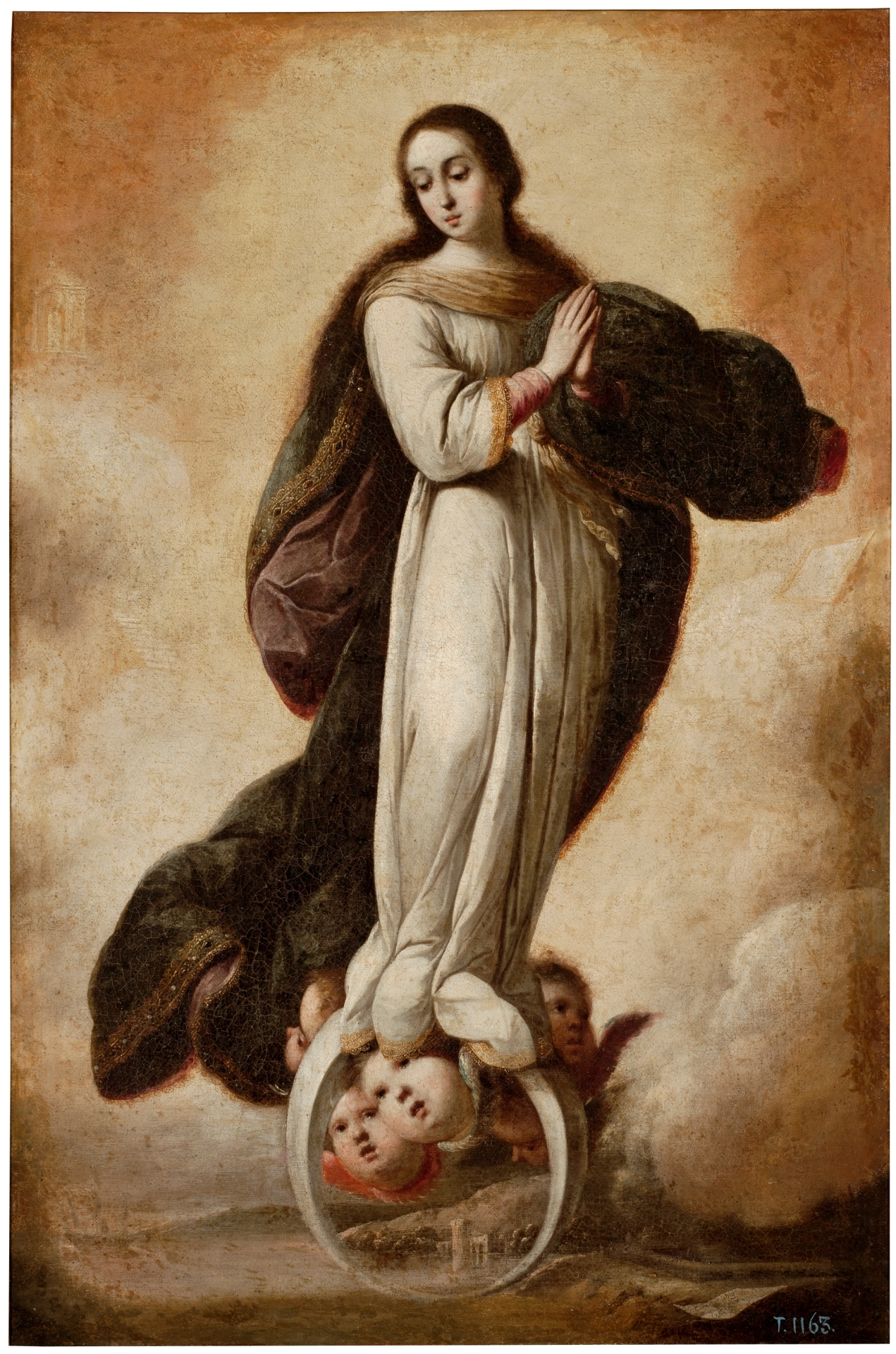
Inmaculada Concepción, hacia 1680, óleo sobre lienzo. 83 x 55 cm, Museo de Bellas Artes de Sevilla (depósito del Museo del Prado).

En 1660 se contó entre los fundadores de la Academia establecida por los pintores sevillanos en la casa Lonja, desempeñando el cargo de fiscal. En 1666 fue elegido cónsul de la institución y en 1670 presidente, reelegido cuatro años más tarde, siendo según dice Ceán Bermúdez uno de los que más generosamente contribuyeron a su sostenimiento, pagando en muchas ocasiones de su bolsillo el salario del modelo y ofreciendo premios a los aprendices. El 18 de septiembre de 1685, tras larga enfermedad, dictó su testamento, declarándose pobre de solemnidad.

## Obra
Antonio Palomino destacó sus dotes como retratista y dibujante, a las que se habría debido su elección como presidente de la Academia, y los dibujos que de su mano se han conservado muestran en efecto una soltura y viveza de trazo cercana a la de Murillo, a quien en ocasiones han sido atribuidos. Entre sus clientes se contó el cabildo de la catedral de Sevilla, que le encomendó las efigies del venerable Fernando de Contreras y de sor Francisca Dorotea con destino a los grabados que de ellos se hicieron en Sevilla y Amberes por Martin Bouche en pleno proceso de canonización impulsado por el cabildo, además del Retrato de Don Antonio Paíno, fallecido en 1669, con destino a la galería de los arzobispos sevillanos de la Biblioteca Colombina.

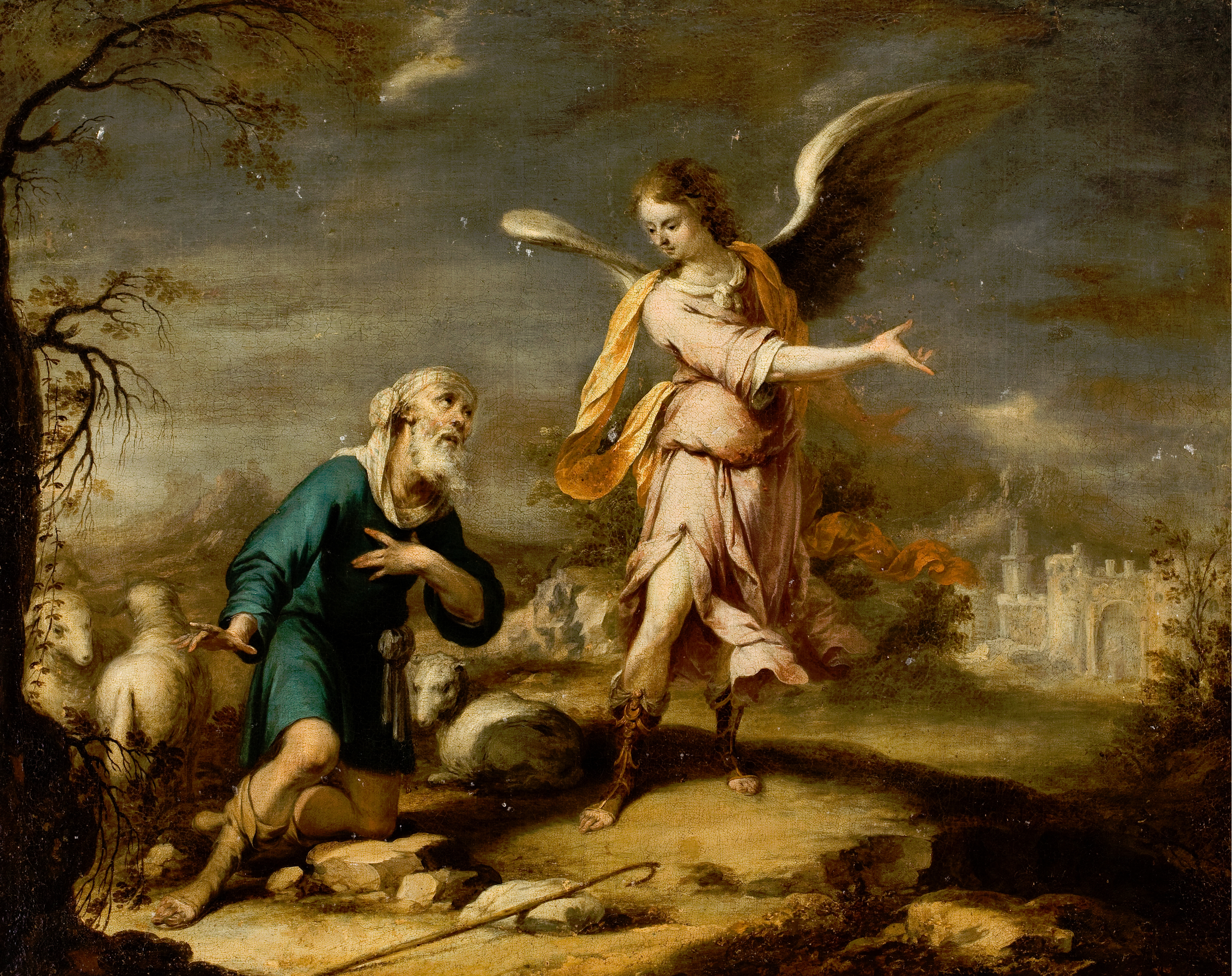
Pastor y arcángel en un paisaje, óleo sobre lienzo, 84,5 x 105,4 cm, colección privada.

No alcanzó un nivel de calidad semejante en su pintura, en la que abordó diversos géneros, incluido el bodegón, y que tuvo como destinatarios principales a clientes particulares y en algún caso comerciantes, lo que explica la dispersión de su obra, con ejemplares conservados en Elorrio (Vizcaya) y Álava (Inmaculada de la iglesia parroquial de Antoñana). Ello explicaría también que, según Ceán Bermúdez, fuesen muchas en su tiempo las obras conservadas en Sevilla en poder de particulares, en tanto sólo se conocía una pública, que era una Inmaculada Concepción, citada ya por Palomino, colocada en un retablo en la Puerta de Carmona. Como tantos otros pintores españoles Schut debió de abordar este asunto en numerosas ocasiones, atribuyéndosele entre otros los ejemplares de la iglesia de San Isidoro de Sevilla y de Jesús Nazareno de Chiclana de la Frontera, además de una versión en el Museo de Bellas Artes de Sevilla de fuerte acento zurbaranesco.
Muy estrechas debieron de ser las relaciones de Schut con Cádiz, y se le conocen al menos dos retratos de comerciantes radicados en la ciudad: Juan Bautista Priaroggia (pintura en el comercio de arte) y Julián de Rovereto (obra subastada en enero de 2023). Schut también trató con el obispo gaditano Alonso Vázquez de Toledo (1663-1672), quien debió de encomendarle una serie de santos para la Catedral Vieja, a la que pertenecen los lienzos de Santa Teresa de Jesús y San Firmo, actualmente en la Catedral Nueva, firmados y fechados en 1668 y 1669 respectivamente. A esta serie, originalmente mucho más amplia, dedicada a los santos de los que la catedral gaditana conservaba reliquias, algunas donadas por el propio obispo, pertenecen también otras dos obras no firmadas: Santa Úrsula y las Once mil Vírgenes y los Santos Modesto, Vito y Crescencio (fechada en 1664), que del mismo modo podrían pertenecer a Schut, con evidentes ecos de Rubens, tomados sin duda de estampas, y un tratamiento amable de los rompimientos de gloria en deuda con Murillo. Otras obras gaditanas del pintor son un Niño Jesús dormido sobre la Cruz, conservado en la sacristía de la iglesia de San Francisco, fiel a modelos murillescos, y una Imposición de la casulla a San Ildefonso, obra firmada, en la parroquia del Rosario.